# 旺札爾
旺札爾（？—1762年），或譯名汪扎爾、旺扎勒，图博特氏。清朝正白旗蒙古人。领侍卫内大臣图博特拉锡之子。
1728年，由荫生授三等侍卫，御前二等侍卫。1735年，授镶蓝旗满洲副都统。1738年，和侍郎阿克敦台吉额默根赴准噶尔，议定喀尔喀和额鲁特的边界。次年升头等侍卫，八月，授正黄旗满洲副都统。1740年，受命查喜峰口管理台站的官员。1741年，署理正黄旗护军统领。1742年，署理镶红旗护军统领。以独石口、张家口多事，受命前往督缉，分查界址，酌立章程。八年，授镶白旗满洲都统。授理藩院右侍郎。1748年，为御前大臣。到全川军营，查阅驿站。1749年，为领侍卫内大臣。1750年，总管圆明园八旗官兵和上驷院健锐营之事。1762年，为理藩院左侍郎，死后谥号恪慎。